# اريك فراي
اريك فراي (بالإنجليزية: Eric Fry) هو لاعب اتحاد الرغبي أمريكي، ولد في 14 سبتمبر 1987 في دافيس في الولايات المتحدة.

## وصلات خارجية
- اريك فراي على موقع دوري الرغبي الممتاز (الإنجليزية)
- اريك فراي عل موقع إسبنسكروم (الإنجليزية)
- اريك فراي على موقع ItsRugby.co.uk (الإنجليزية)